# Göktürk–2
Göktürk–2 török földmegfigyelő és felderítő műhold.

## Jellemzői
Legfőbb célja, hogy földrajzi korlátozás nélkül, minden régióból nagy felbontású képeket készítsen
hírszerzési célokra. További feladata elősegíteni a gazdasági (földtani szerkezet), katasztrófavédelmi, mezőgazdasági (belvíz, erdészet), halászati tevékenységet.

## Küldetés
Gyártó a török Tudományos és Technológiai Kutatási Tanács (TUBITAK) vállalata a 
TUBITAK Space Technologies Research Institute (TUBITAK SPACE) és a Turkish Aerospace Industries (TAI). Üzemeltető a Török Honvédelmi Minisztérium. Az izraeli tiltakozás ellenére – bár a Göktürk–1 elindítása komoly késedelmet szenvedett – pályára állították az űregységet.
Megnevezései:  COSPAR: 2012-073A; SATCAT kódja: 39030.
2012. december 18-án a kínai Csiucsüan Űrközpontból LA-4/SLS-2 (LC–Launch Complex) jelű indítóállványról egy CZ–2D hordozórakétával állították alacsony Föld körüli pályára (LEO = Low-Earth Orbit). Az orbitális pályája 93 perces, 98,2° hajlásszögű, geocentrikus pálya, perigeuma 669 kilométer, az apogeuma 689 km volt.
Tömege 450 kilogramm. Szolgálati idejét 5 évre tervezték. GPS (Global Positioning System) helymeghatározó segítségével követték a pályáját. A technológia 80%-a, a programot szolgáltató számítógép 100%-a hazai fejlesztés. A pankromatikus felbontás 10 méter, a multispektrális felbontás 20 méter. A 2,5 méter felbontású felvételeket a telemetriai egység antennái segítségével a kiépített földi vevőállomásokra továbbították, ahol elvégezték az adatgyűjtést és a feldolgozást. Az űreszközhöz három napelemtáblát rögzítettek, éjszakai (földárnyék) energia ellátását újratölthető kémiai akkumulátorok biztosították.